# Bentleyjev podledeniški jarek
Bentleyjev podledeniški jarek je obsežen topografski jarek v deželi Marie Byrd, Zahodna Antarktika, 80 ° J, 115 ° Z. Na 2555 metrih pod morsko gladino je (skupaj z najglobljimi točkami v sosednji Byrdovi podledeniški kotlini) med najnižjimi točkami na površini Zemlje, ki jih ne pokriva ocean, čeprav ga prekriva led. (Glej Ekstremi Zemlje in Vestfoldovo hribovje). 
Prekop je bil poimenovan leta 1961 po Charlesu Raymondu Bentleyju, ki je bil v letih 1957–59, kot geofizik, zadolžen za znanstvene odprave na Zahodni Antarktiki, ki so privedle do odkritja jarka.
Leta 2016 so pod jarkom in vulkanom Sidley zaznali nekaj vročinskih odstopanj.